# Teleki Blanka Gimnázium (Budapest)
A Teleki Blanka Gimnázium állami oktatási intézmény Zuglóban.

## Története

### Alapítás (1868–1873)
A gimnázium Budapest egyik legrégebbi iskolája. A kiegyezés után elfogadott kötelező népiskolai oktatás és az egyre inkább előtérbe kerülő nőnevelés kérdése szükségessé tette, hogy a meglévő tanítóképzők mellett újak alakuljanak. 1868-ban báró Eötvös József bízta meg a jászberényi születésű pedagógiai tapasztalattal rendelkező Zirzen Jankát fővárosi tanítóképző megszervezésével. A kezdeti nehézségek után szervezett formában, 1873-ban képzett tanárokkal indult meg a tanítóképzés is gyakorló iskolával. Ezt az évet lehet az iskola alapítási esztendejének tekinteni.

### Nőiskola
1875-ben az intézmény a korszerű Sugár úti épületbe költözött. 1877-ben Zirzen Jankát a nőnevelés terén elért eredményéért koronás arany érdemkereszttel tüntették ki. 1896-ban vonult nyugalomba, amikor már az intézmény kinőtte addigi kereteit, így új iskolát kellett építeni.
1898-ban az addigi Zirzen-intézet felvette a meggyilkolt Erzsébet királyné nevét. 1902-ben elkészült az Erzsébet Nőiskola jelenlegi épülete Baumgarten Sándor és Herczegh Zsigmond tervei szerint szecessziós stílusban.
Tágas tantermek, kényelmes kollégiumi szobák, könyvtár, tornaterem, laboratórium, tenisz- és korcsolyapálya, sziklakert biztosították a diákok számára a legkorszerűbb oktatás-nevelést.
1906-ban az iskolának három tagozata volt: polgári iskolai tanítóképző; gyakorló felsőbb leányiskola, valamint az Apponyi-kollégium. 1920 után a főiskolai ranggal működő kollégium Szegedre költözött. A polgári iskolát líceummá szervezték át.

### Líceumi évek (1931–1950)
1931-ben a líceum nyolcosztályos gimnáziummá alakult. A főiskola kiválása után, 1928-tól 1943-ig Radák Olgát választották az intézmény igazgatójává. Az ő kitartó munkájának köszönhető, hogy az iskola egyre színvonalasabb képzést és nevelést biztosított a diákjainak és növelte az iskola hírnevét.
1927-től az intézet a budapesti tankerület felügyelete alá került a minisztériumtól, ennek köszönhetően megnőtt az intézet önállósága is. A gimnázium az ország egyik legszínvonalasabb iskolája lett, rangot jelentett „erzsébetesnek” lenni. Ezt bizonyítja az is, hogy a nőiskola volt növendékei egyesületet hoztak létre 1930-ban, amely a mai napig is működik.

### Teleki Blanka Gimnázium (1950–)
1950-ben az iskola Teleki Blanka nevét vette föl. A nyolcosztályos gimnáziumból négyosztályos lett, az általános iskola szervezetileg különvált, bár az épületben maradt. Az 1963/64-es tanévtől koedukált a gimnázium. Énekkara az 1960-as–70-es években Szécsényi Olivér karnagy vezetésével az ország egyik legkiemelkedőbb kórusa volt. Szintén sikeresek voltak ebben az időszakban Sereg Imréné sportoló diákjai. A rajztagozatosok közül művészek kerültek ki Csáji Attila művésztanár keze alól. A matematikát és fizikát olyan országos szaktekintélyek oktatták, mint dr. Wiedemann László, dr. Wiedemann Lászlóné, Harsányi Ibolya Kamilla, a magyar nyelv és irodalmat dr. Kissné dr. Spira Veronika, a történelmet Varga Ákos. A biológiatagozatosok jó felkészítést kaptak Králl Attilánétól (2018 és 2019 között újra oktatott az iskolában) és Kovácsné Stummer Valériától az eredményes egyetemi felvételhez. 2011-ben jelent meg Vass Judit magyar szakos tanár érettségit segítő két szakmailag igen megalapozott könyve.

## Híres tanárai
- Cholnoky Jenő, geográfus, földrajztudós
- Csáji Attila, Munkácsy Mihály-díjas képzőművész, az MMA korábbi alelnöke
- Horger Antal, nyelvész
- Illés Éva, nyelvész, az ELTE BTK Angol–Amerikai Intézet habilitált docense
- Leövey Klára, pedagógus, író, újságíró
- Pukli István, közéleti szereplő, magyar–történelem szakos tanár
- Rybár István, id., képzőintézeti tanár, természetrajzi író

## Híres diákjai
- Bali Brigitta - költő
- Barkóczi Balázs - politikus
- Bartos Mónika – politikus
- Bleier Edit – animációs filmrendező, egyetemi tanár
- Boncza Berta (Csinszka) – Ady Endre felesége
- Cséfalvay Klára – villamosmérnök, egyetemi docens
- Dienes Valéria – filozófus
- Feszty Masa – festőművész
- Horváth Bálint – kommunikációs szakember
- Jámbor András - újságíró, politikus
- Kaffka Margit – író, költő
- Kabdebó Katalin – vágó
- Laár András – zenész (KFT együttes), humorista[6]
- Magos Judit – asztaliteniszező
- Maly Róbert – operatőr (A szerdai gyerek, Mindenki)
- Martin Márta – színésznő
- Márton András – zenész (KFT)
- Morcsányi Géza - dramaturg
- Móricz Zsigmond leányai (Móricz Virág, Móricz Lili és Móricz Gyöngyi)
- Németh Gábor Dávid – költő
- Nyári Zoltán – operaénekes
- Orbán Sándor – humorista (MyCream popparódia zenekar), Maksa Híradó
- Oszter Alexandra – színésznő
- Puskás Péter – énekes, színész, műsorvezető
- Rajkai Zoltán – színész
- Rutkai Bori – énekes, költő-író
- Sára Gergely – szövegíró, producer
- Sudár Balázs – történész
- Szegedi Erika – színésznő
- Szegő János – szerkesztő, kritikus (Magvető Kiadó)
- Tóth Ilona – 1956-os elítélt
- Törőcsik András – labdarúgó[6]
- Ugrai István – Nyulassy Attilával és Zsedényi Balázzsal a Kultúrbrigrád (Átrium Színház) producerei

## Zenekarok
- Malacka és a TAhO zenekar (Barkóczi Balázs által alapítva)
- Dawnstar (Wind Attila és Hamvas Bálint által alapítva)
- Colt zenekar (Tagok: Kiss Zsombor, Farkas Norbert, Simon Péter, Kuntner Vera, Bable Krisztián, Nagy-Erdei Móric) -  amatőr gyerekbanda rengeteg pozitív visszajelzéssel (5 db kilencedikes kommentjei), fall off várhatóan 1 éven belül
- Cálvária
- KFT (Laár András és Márton András)
- Klub_221

## Képtár

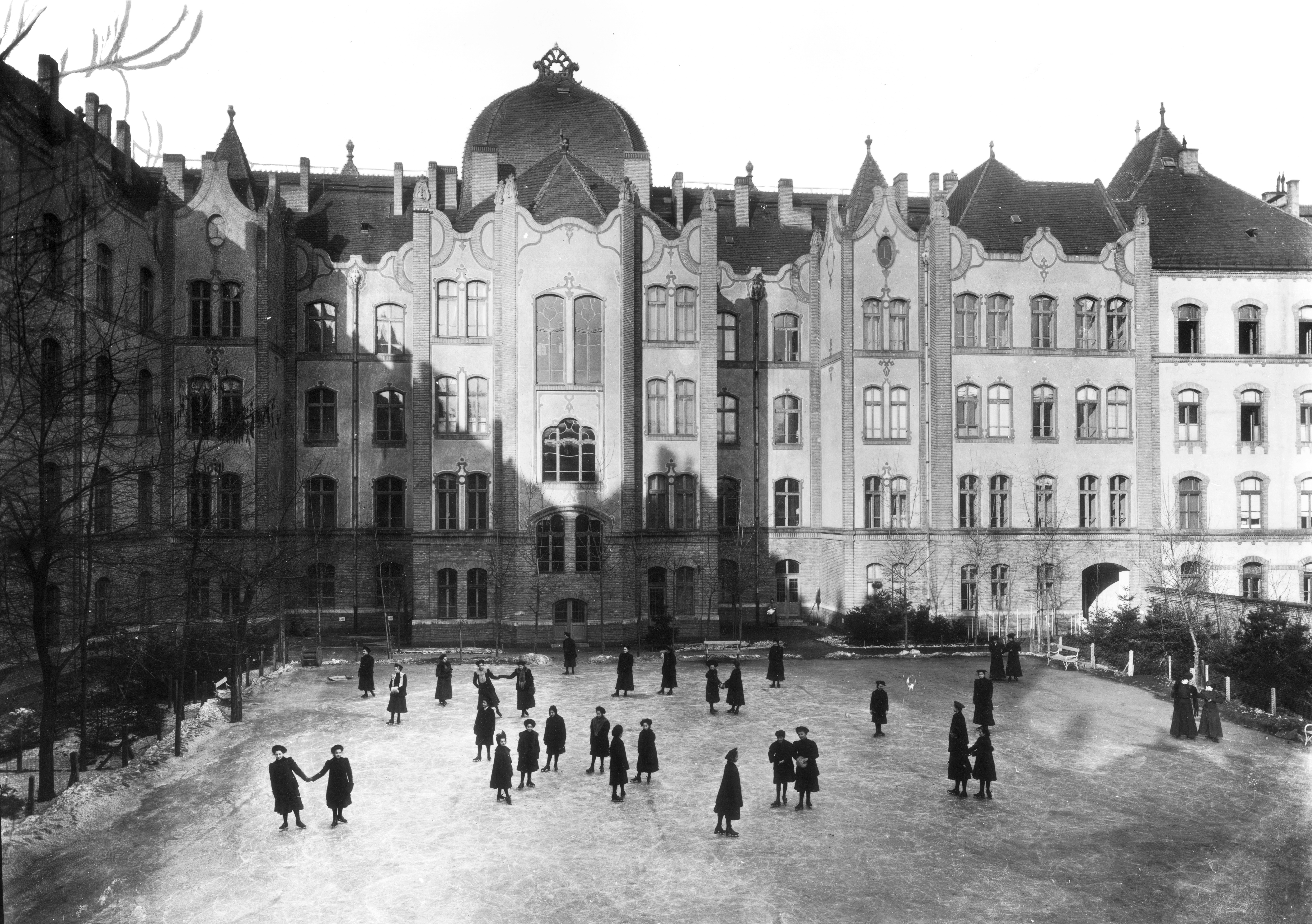
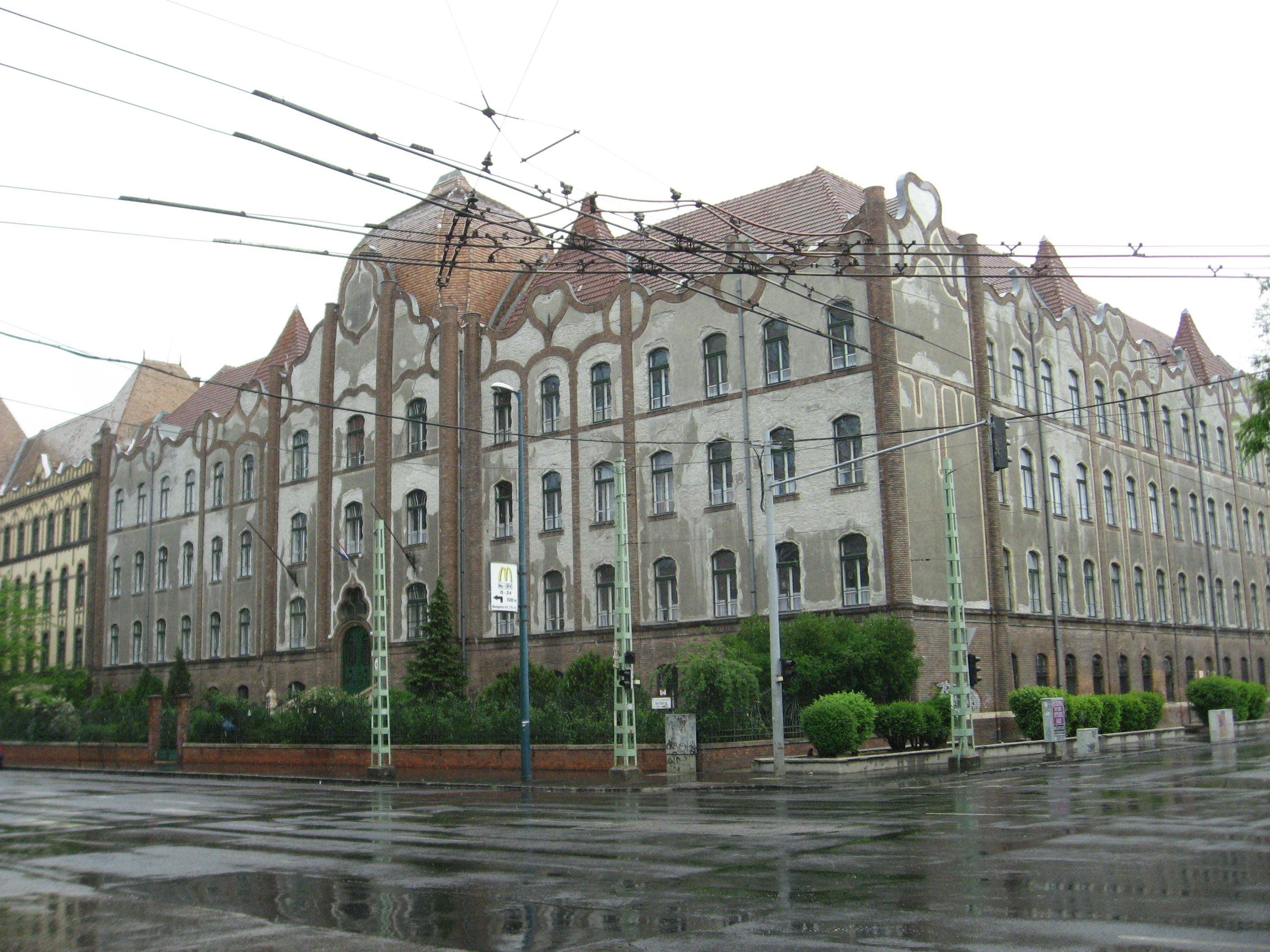
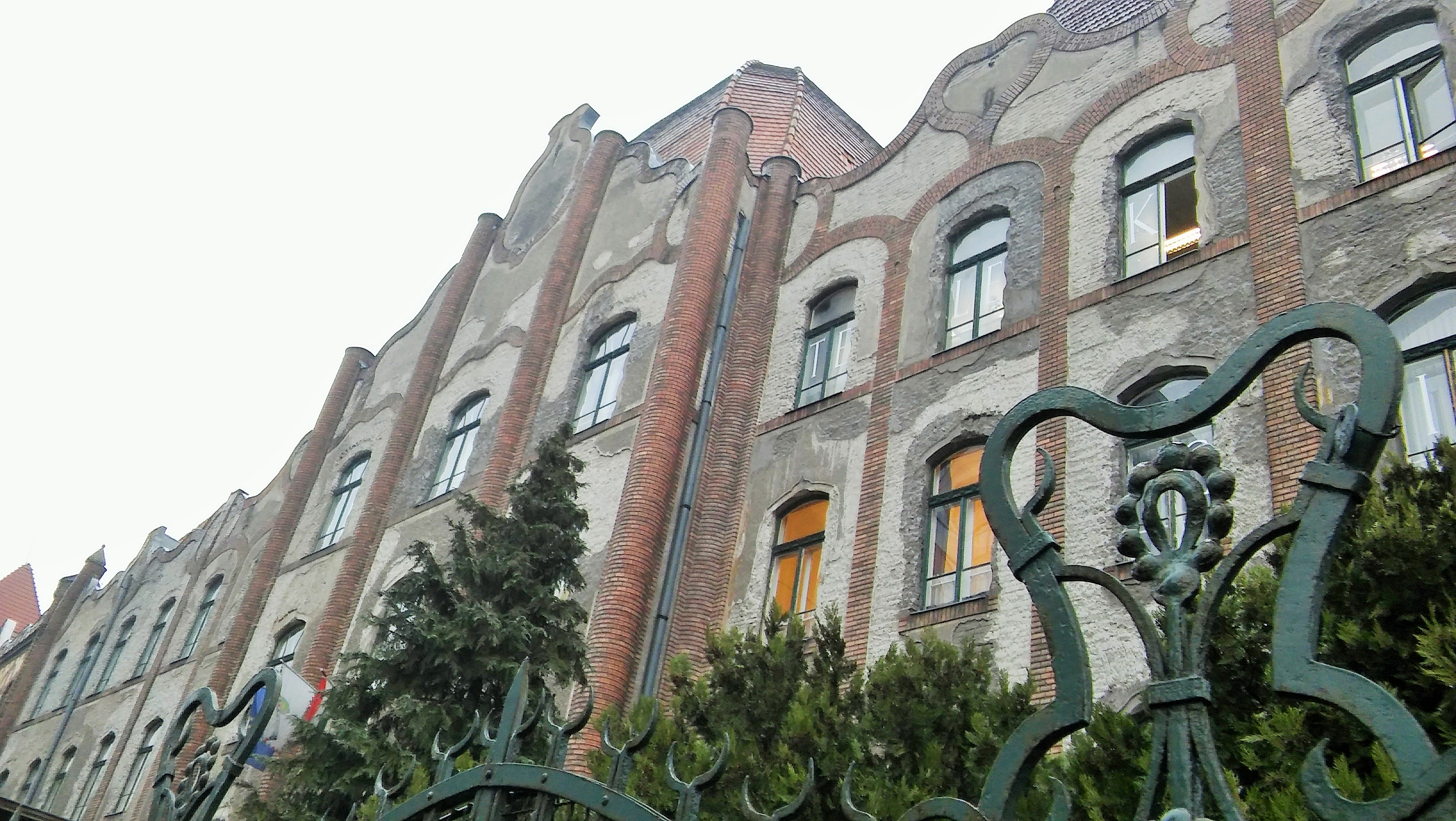
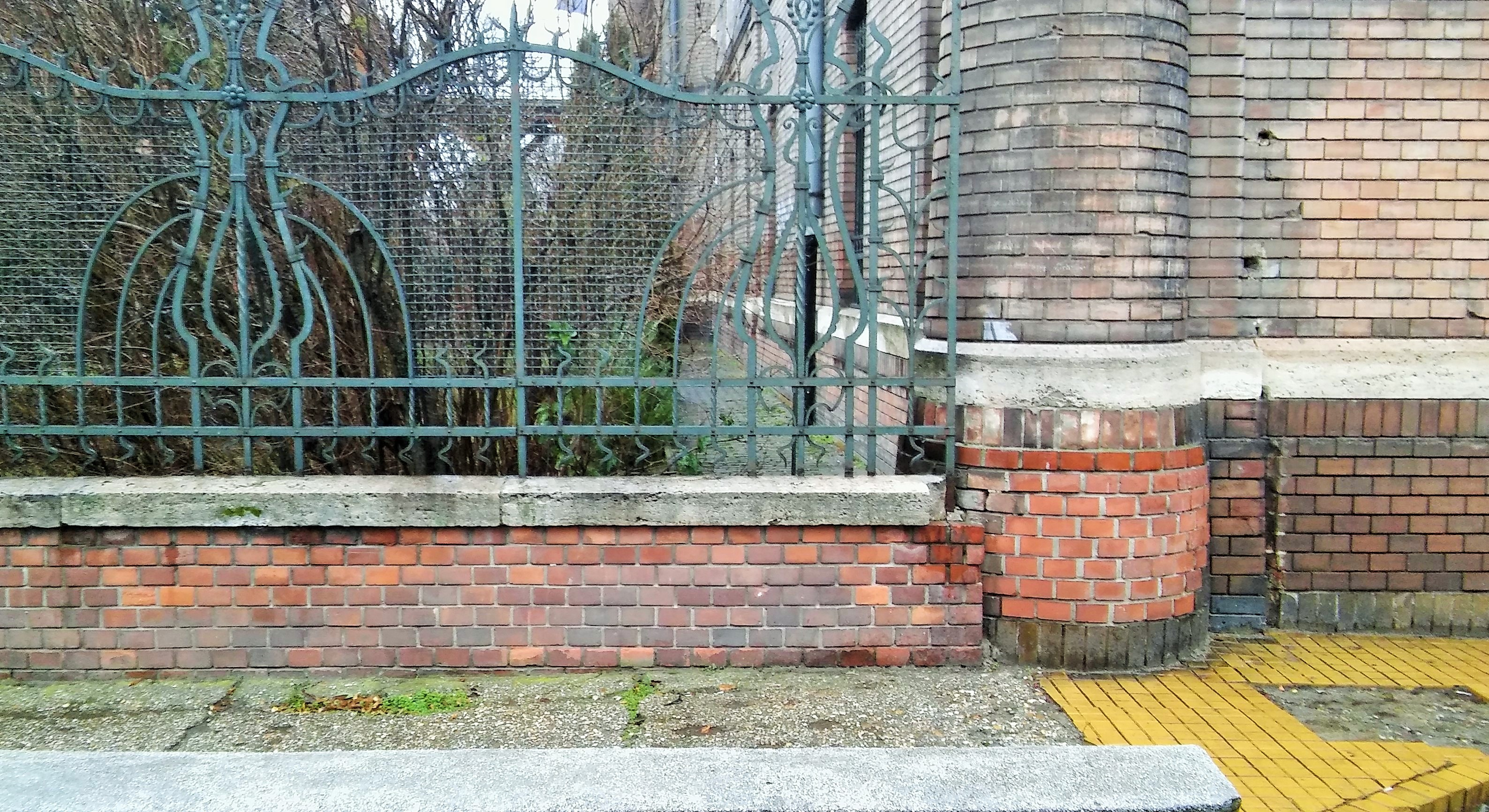
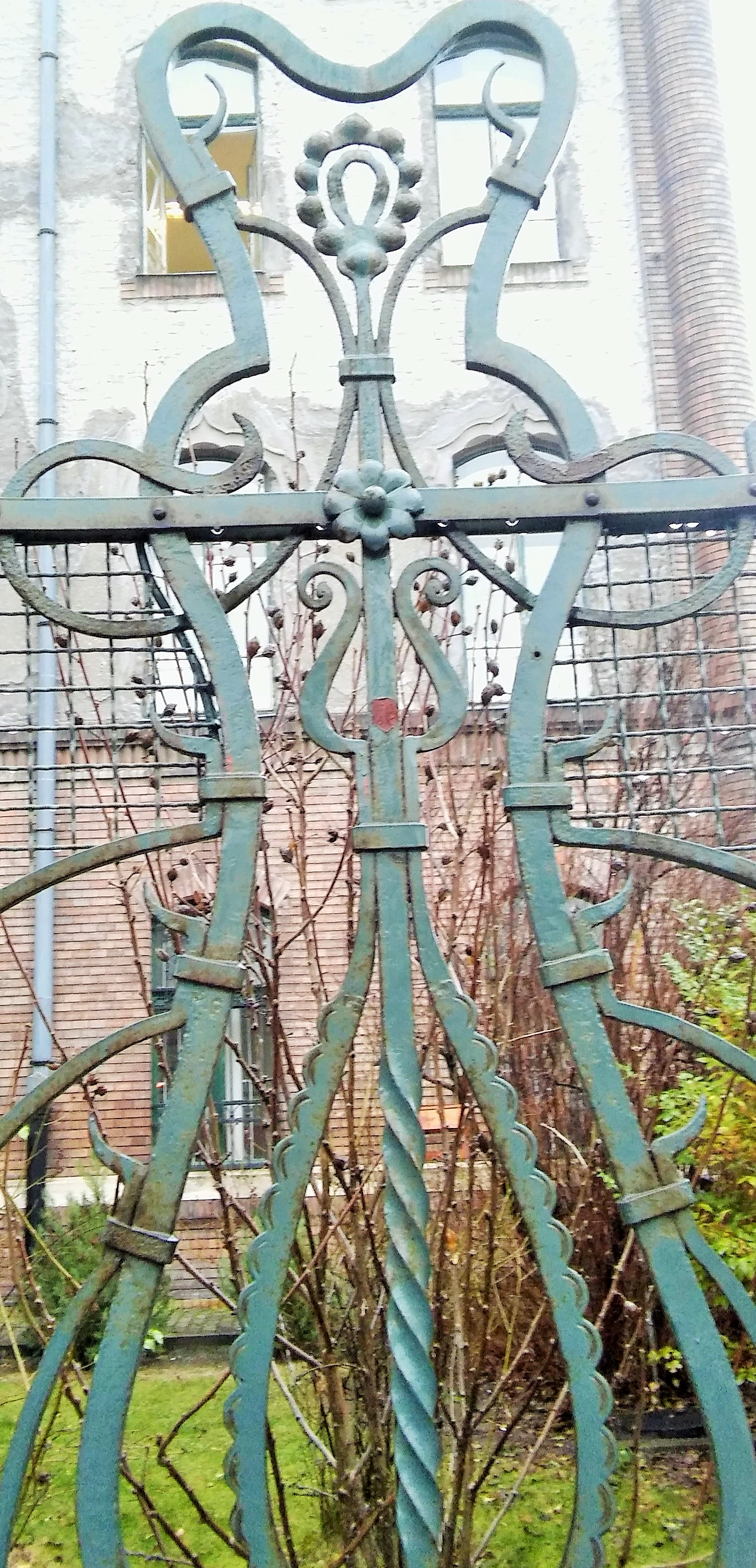
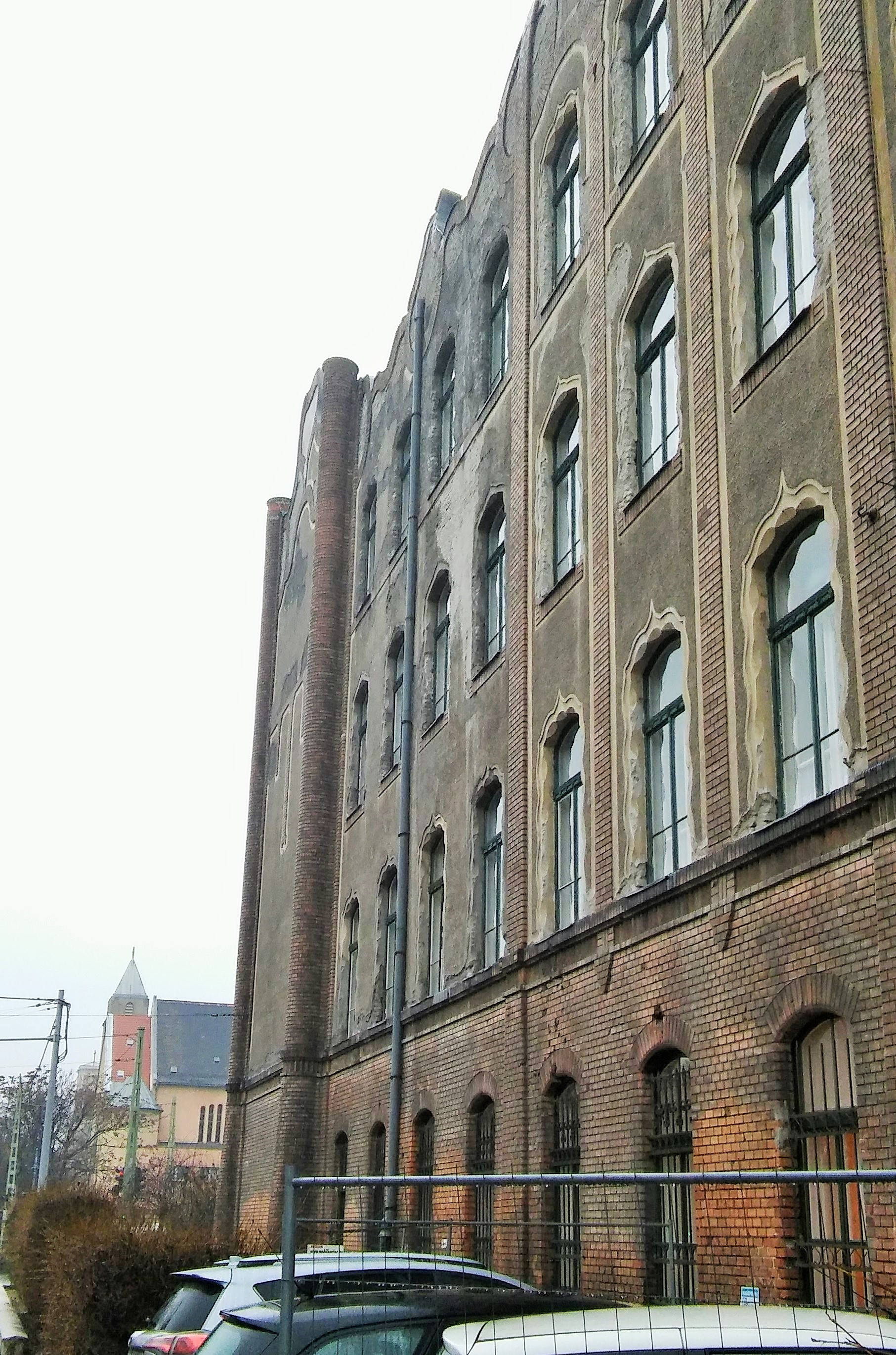
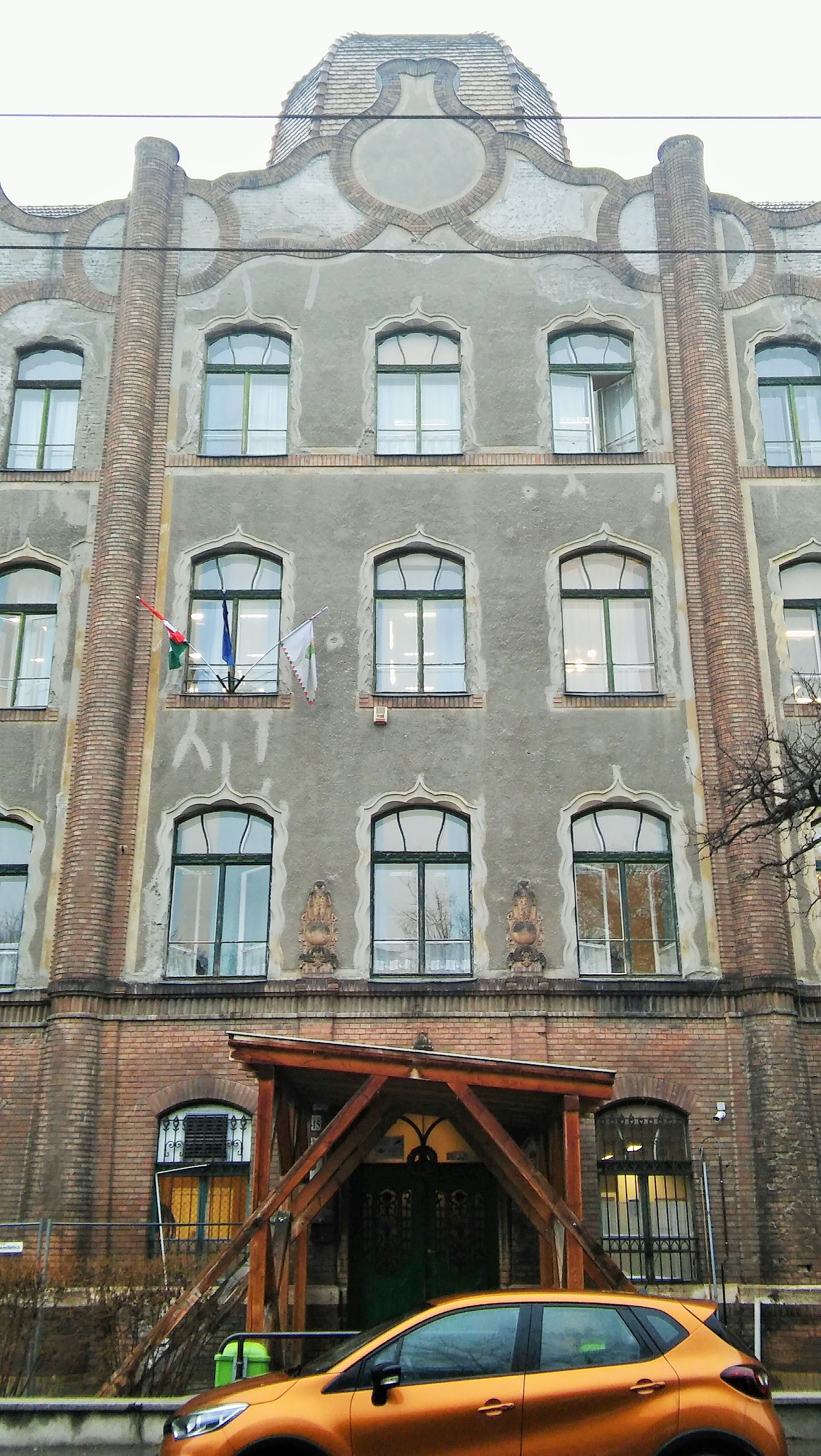
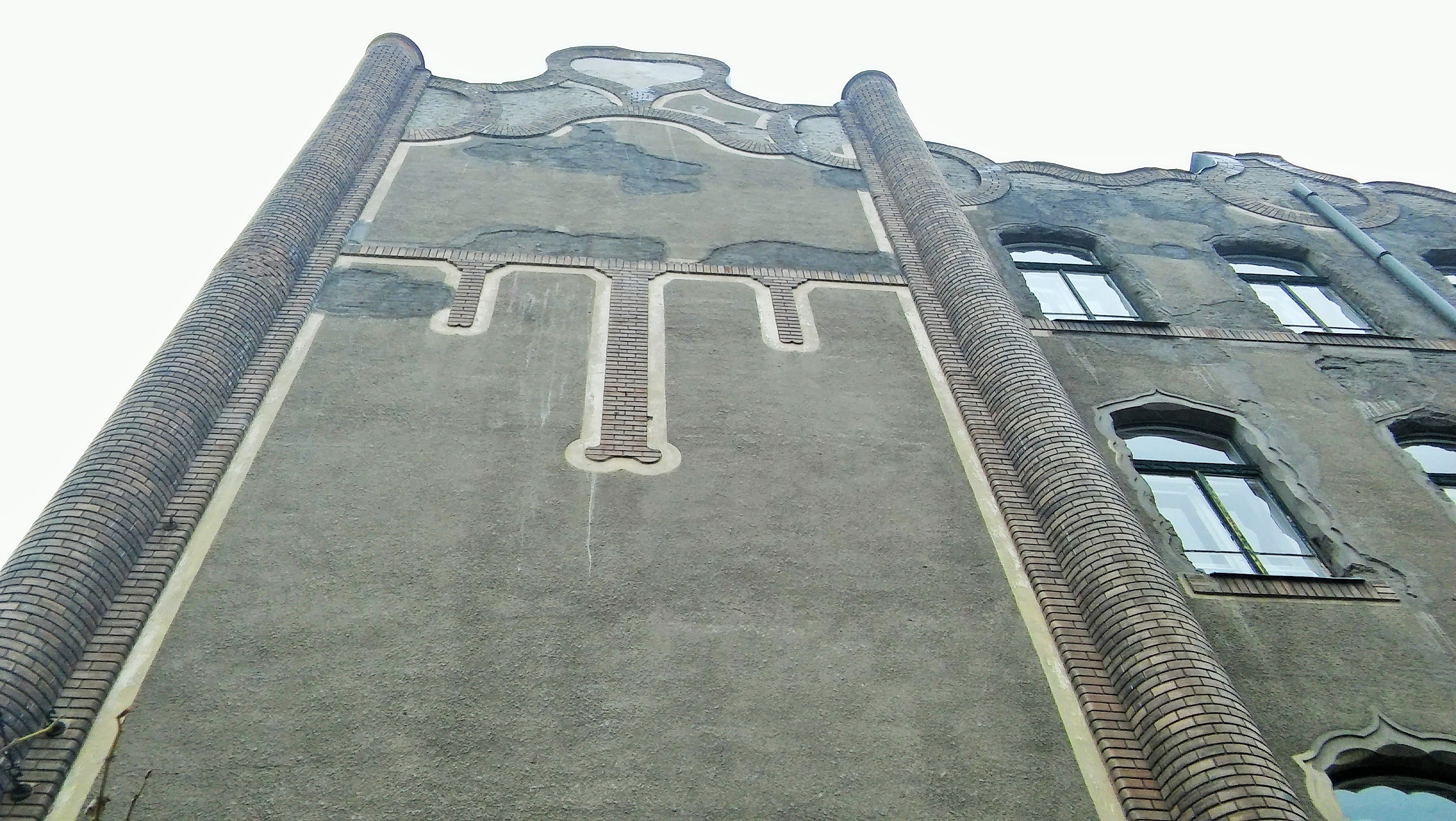
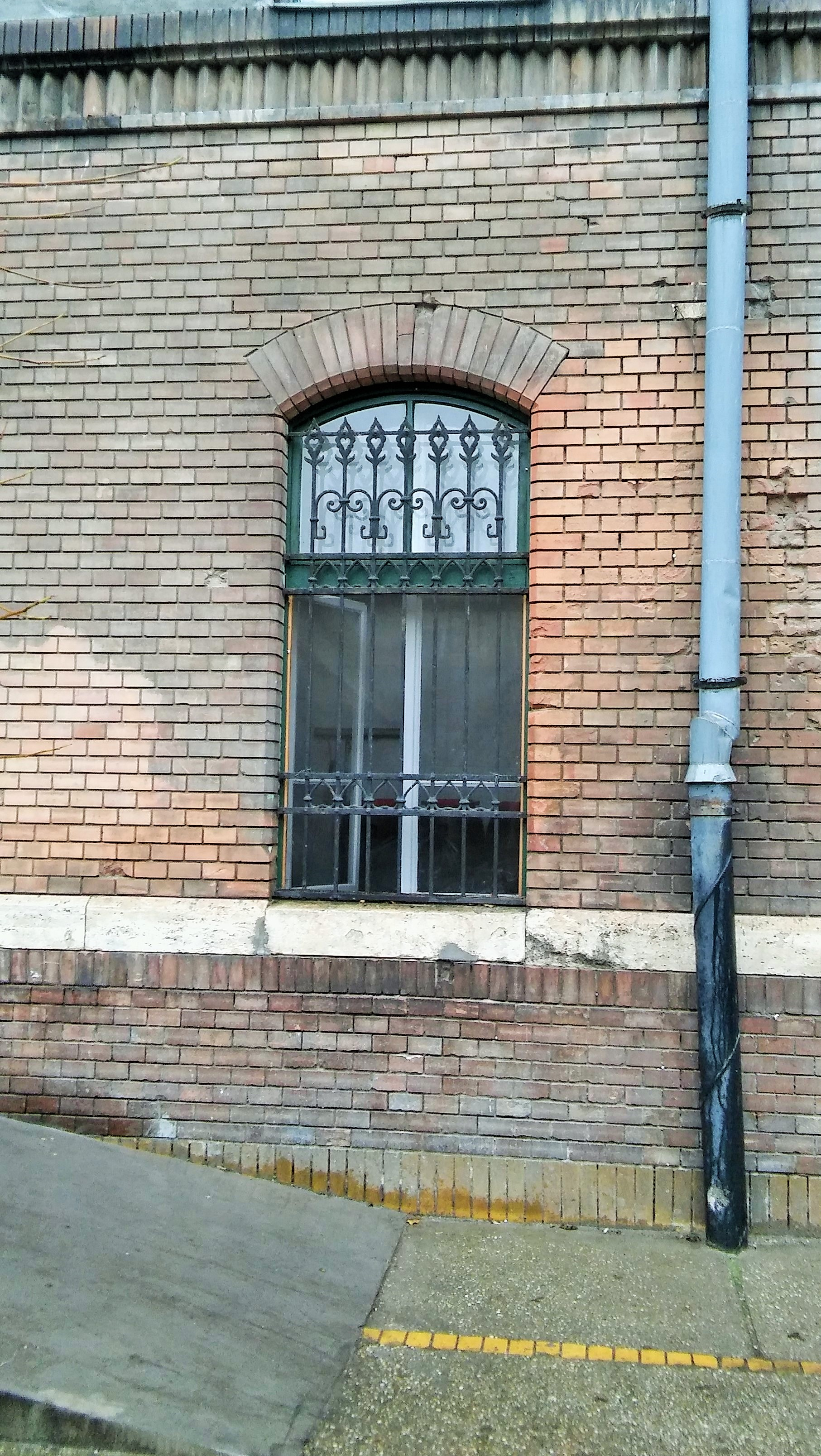